# Horne-Nunatakker
Die Horne-Nunatakker sind eine Gruppe aus sechs bis zu 715 m hohen und isolierten Nunatakkern nahe der Rymill-Küste des Palmerlands auf der Antarktischen Halbinsel. Sie ragen 11 km westlich des George-VI-Sunds an der Nordflanke des Goodenough-Gletschers auf. 
Das UK Antarctic Place-Names Committee benannte sie 1976 nach dem britischen Geologen Ralph Ross Horne (* 1940), der von 1964 bis 1965 für den British Antarctic Survey auf der Adelaide- und auf der Stonington-Insel tätig war.